# Sulowskie Wierchy
Sulowskie Wierchy (słow. Súľovské vrchy) – grupa górska w Górach Strażowskich w Centralnych Karpatach Zachodnich na Słowacji. Obejmuje północną część Gór Strażowskich. Przez geografów słowackich grupa ta jest zwykle wyłączana z Gór Strażowskich i klasyfikowana jako osobna grupa górska w regionie fatrzańsko-tatrzańskim (słow. Fatransko-tatranska oblasť).
Sulowskie Wierchy dzielą się na trzy jednostki niższego rzędu: Skalky, Sulowskie Skały (słow. Súľovské skaly) i Manínska vrchovina.